# ارنستو فیگولی
ارنستو فیگولی (اسپانیایی: Ernesto Fígoli‎; ۲۱ اوت ۱۸۸۸ – ۲۶ ژوئیهٔ ۱۹۵۱) مربی فوتبال اهل اروگوئه بود.
وی در سه مقطع سرمربی تیم ملی فوتبال اروگوئه بوده و به همراه این تیم به قهرمانی در بازی‌های المپیک تابستانی ۱۹۲۴ رسیده است.